# S-268019
S-268019 — кандидат на вакцину проти COVID-19, розроблений компанією «Shionogi», яка є білковою субодиничною вакциною.
Дослідження на приматах, опубліковане в 2022 році, прийшло до висновку, що S-268109-b продемонстрував ефективність в експерименті із зараженням приматів SARS-CoV-2, хоча нейтралізуючі антитіла проти варіанту Омікрон вироблялись у зниженій кількості.
У І—ІІ фазах клінічного дослідження в Японії розробники прийшли до висновку, що побічні реакції на вакцину були помірними, а нейтралізуючі антитіла були подібними до тих, що були у хворих, які одужали від COVID-19. Клінічне дослідження ІІІ фази, заплановане за участю 54915 учасників, розпочалося у грудні 2021 року у В'єтнамі.
Попередні результати клінічного дослідження ІІ—ІІІ фази із застосуванням S-268019-b як бустерної дози після двох доз вакцини Pfizer–BioNTech показали, що S-268019 не поступається бустерній дозі вакцини Pfizer–BioNTech.